# Shankargarh
Shankargarh è una suddivisione dell'India, classificata come nagar panchayat, di 13.116 abitanti, situata nel distretto di Allahabad, nello stato federato dell'Uttar Pradesh.